# Vega de Espinareda
Vega de Espinareda – gmina w Hiszpanii, w prowincji León, w Kastylii i León, o powierzchni 132,65 km². W 2011 roku gmina liczyła 2419 mieszkańców.